# Carcinoma midollare della tiroide
Il carcinoma midollare della tiroide (MTC) è una forma di carcinoma della tiroide che si origina dalle cellule parafollicolari (cellule C), le quali producono l'ormone calcitonina.
Circa il 25% degli MTC sono di natura genetica, causata da una mutazione del proto-oncogene RET. Questa forma viene classificata come MRC familiare. Quando l'MTC si verifica senza cause genetiche viene definito MTC sporadico. Quando coesiste con tumori della ghiandola paratiroide e la componente midollare delle ghiandole surrenali (feocromocitoma), viene definita neoplasia endocrina multipla di tipo 2 (MEN2). Fu inizialmente caratterizzato nel 1959.

## Epidemiologia
Il carcinoma midollare della tiroide è responsabile di circa il 5-10% di tutti i tumori della tiroide. Il picco di incidenza viene registrato nei soggetti di età compresa tra i 40 e 50 anni. Circa il 75-80% dei casi sono classificabili come sporadici, ovvero si verificano in pazienti che hanno un'anamnesi familiare negativa, pertanto non riconducibile a mutazioni.

## Marcatori
L'aumento della concentrazione sierica di calcitonina non è nociva, il suo dosaggio può essere utile come marcatore che può essere dosato tramite analisi del sangue.
Un secondo marcatore, l'antigene carcino-embrionario (CEA), prodotto anch'esso dal carcinoma midollare della tiroide, viene rilasciato nel sangue ed è utile come marker tumorale dosabile tramite test su siero sanguigno. In misura generale il CEA sierico è meno sensibile della calcitonina del siero per rilevare la presenza di un eventuale tumore, ma è utile come indicatore della massa tumorale.

## Genetica
Le mutazioni, cambiamenti a livello della sequenza genica, nel proto-oncogene RET - localizzato sul cromosoma 10- conducono all'espressione di una forma mutata della proteina recettrice tirosin-chinasca, chiamata RET (REarranged during Transfection, riorganizzate la transfezione). RET è coinvolta nella regolazione della crescita cellulare e lo sviluppo, la sua mutazione germinale è responsabile di quasi tutti i casi di carcinoma midollare della tiroide di natura ereditaria o familiare. La sua mutazione germinale può essere responsabile anche dell'insorgenza dell'iperparatiroidismo e il feocromocitoma. A livello ereditario la mutazione RET del cancro midollare della tiroide viene ereditata (trasmessa dai genitori alla progenie) come carattere autosomico dominante, nel senso che ogni bambino di un genitore affetto ha una probabilità del 50% di ereditare il proto-oncogene mutante RET da parte del genitore affetto. L'analisi del DNA (sia embrionale sia fetale o neonatale) consente di identificare i bambini con il gene mutante, la rimozione chirurgica della tiroide nei bambini col gene mutante è curativa se tutta la ghiandola tiroidea viene rimossa in età precoce, prima che avvenga la diffusione del tumore. I tumori delle paratiroidi e feocromocitomi vengono rimossi quando rappresentano la causa di sintomatologie cliniche. Il carcinoma midollare della tiroide o neoplasia endocrina multipla (MEN2) rappresentano circa il 25% di tutti i carcinomi midollari della tiroide.
Il 75% dei carcinomi midollari della tiroide si verificano in soggetti senza una storia familiare riconducibile a mutazioni, pertanto a questi carcinomi viene assegnato il termine sporadico. Gli individui che sviluppano forme sporadiche del carcinoma midollare della tiroide tendono a essere soggetti anziani con in corso altre forme di malattie. Circa il 25-60% dei carcinomi tiroidei midollari sporadici insorgono a seguito di una mutazione somatica (avviene all'interno di una singola cellula parafollicolare) del proto-oncogene RET. Questa mutazione si presume essere l'evento di apertura, anche se ci potrebbero essere altre cause ancora non identificate.

## Sintomatologia
L'esordio di un carcinoma midollare sporadico della tiroide è tipicamente quello di un nodulo tiroideo solitario, che in circa la metà dei casi si associa a linfoadenopatia latero-cervicale. Questo carcinoma tende a metastatizzare in particolare al polmone, fegato e ossa: metastasi sono riscontrabili in circa il 10% dei casi. Talvolta all'esordio sono riscontrabili sintomi correlati all'invasione locale del tumore oppure sintomi di tipo paraneoplastico dovuti alla produzione di polipeptidi e prostaglandine: arrossamento, diarrea e sindrome di Cushing.